# Права ЛГБТ на Украине
Лесбиянки, геи, бисексуалы и трансгендерные люди (ЛГБТ) на Украине могут столкнуться с юридическими проблемами, с которыми не сталкиваются жители, не принадлежащие к ЛГБТ. Некоммерческие однополые сексуальные отношения между взрослыми по обоюдному согласию в частном порядке являются законными на Украине, но преобладающие социальные установки часто описываются как нетерпимые к ЛГБТ, и домохозяйства, возглавляемые однополыми парами, не имеют права на какие-либо из тех же правовых средств защиты, доступных для разнополых пар.
После распада Советского Союза и обретения Украиной независимости в 1991 году украинское ЛГБТ-сообщество постепенно стало более заметным и политически более организованным, организовав несколько ЛГБТ-мероприятий в Киеве, Одессе, Харькове и Кривом Роге. Эти события были омрачены жестокими нападениями со стороны националистических групп и отменой властями. Большинство украинцев принадлежат к Православной церкви Украины, которая оказывает значительное влияние на восприятие обществом членов ЛГБТ-сообщества. Православная церковь выступала против мероприятий и групп ЛГБТ, часто во имя «борьбы с безнравственностью». Таким образом, многие члены ЛГБТ-сообщества на Украине сообщают, что чувствуют необходимость лгать о своей истинной сексуальной ориентации или гендерной идентичности, чтобы избежать дискриминации или насильственных домогательств. Несколько политиков предложили подавить свободу слова и свободу собраний для ЛГБТ путем принятия законов против «пропаганды гомосексуализма».
В европейском исследовании 2010 года 28 % опрошенных украинцев считали, что ЛГБТ-люди должны жить свободно и как им нравится. Опрос 2017 года показал, что 56 % украинцев считают, что геи и бисексуалы должны пользоваться равными правами, что свидетельствует о значительном сдвиге в общественном мнении. Отношения становятся более приемлемыми в соответствии с мировыми тенденциями. В 2015 году украинский парламент одобрил закон о борьбе с дискриминацией в сфере занятости, касающийся сексуальной ориентации и гендерной идентичности, а в 2016 году украинские власти упростили процесс трансгендерного перехода для трансгендерных людей и начали разрешать геям и бисексуальным мужчинам сдавать кровь.
Желание Украины присоединиться к Европейскому Союзу сильно повлияло на ее подход к правам ЛГБТ.
В мае 2019 года европейское отделение Международной ассоциации лесбиянок и геев (ILGA-Europe) в своём рейтинг «Радужная Европа» поставила Украину на 34-35-е места среди 49 стран Европы.

## История
Пока в странах Западной Европы геев сжигали на кострах, в южнорусских княжествах и в Великом княжестве Литовском законодательство было намного мягче по отношению к этой группе людей, во всяком случае неизвестно о казни какого-нибудь известного человека.
Во времена Запорожской Сечи мужчин уличенных в контакте с людьми своего пола втаптывали конями в землю, так как считалось что это явление от дьявола и противоречит христианским нормам.
В украинском селе XIX века широкую популярность приобрело секеляние (мастурбация) среди подростков, в том числе гомосексуальная.
После Февральской революции и обретения Украинской Народной Республикой автономии в 1917 и провозглашения независимости в 1918 году, были отменены все законы Российской империи, в том числе статья о "мужеложестве". Во времена УНР гомосексуальные отношения были законны, но положение этой группы населения публично не обговаривалось тогдашними политиками ввиду Гражданской войны и состояния конфликта с большевиками и белыми.
После образования СССР власть сначала нейтрально относилась к ЛГБТ, тайно ведя наблюдение за такими людьми. Но после прихода к власти Сталина и доноса Генриха Ягоды в котором он обвинял гомосексуалов в "шпионаже", произошла криминализация гомосексуальности в 1933 году как часть сталинских репрессий, соответственная статья была внесена в Уголовный кодекс Украинской ССР в 1934 году, чаще применявшаяся к политическим оппонентам и диссидентам.

## Правовое положение
Украина стала первой из бывших республик СССР, отменившей статью за «мужеложство». 12 декабря 1991 года Верховный Совет Украинской ССР принял закон о внесении изменений в уголовный и уголовно-процессуальный кодексы Украинской ССР. Согласно внесённым изменениям, статья 122 УК Украины предусматривала впредь наказание лишь за гомосексуальные отношения в случае применения насилия. Легализация однополых отношений привела к возникновению различных ЛГБТ-групп и организаций.
Статья 21 Семейного кодекса Украины предусматривает заключение брака лишь между мужчиной и женщиной, в то же время одинаковый пол супругов не указан в перечисленном в статье 26 списке причин, по которым брак не может быть зарегистрирован. В статье 51 Конституции Украины заявлено, что брак основывается на добровольном согласии мужчины и женщины.
Принятие Украиной антидискриминационного законодательства, затрагивающего запрет на дискриминацию в трудовой сфере, в том числе и по признаку сексуальной ориентации, являлось одним из обязательных условий для подписания соглашения об ассоциации Украины и ЕС. Именно положение о защите прав ЛГБТ вызвало наиболее ожесточенные споры как в украинском обществе, так и в стенах украинского парламента.
13 июля 2022 года BBC сообщил, что петиция, призывающая легализовать однополые браки, набрала достаточно подписей, чтобы президент рассмотрел это предложение. Сообщается, что отсутствие признания однополых браков и партнерств вызывает проблемы для представителей ЛГБТ, записывающихся в армию. В частности, это касается выдачи партнерам тел погибших для захоронения.

### Дорожная карта по вопросам верховенства права 2025 года
14 мая 2025 года Кабинет Министров Украины принял и утвердил дорожную карту трансформаций в сферах верховенства права при вступлении в ЕС, в частности п. 3.11 о дискриминации в отношении представителей ЛГБТИК сообщества, предусмотрена разработка и принятие закона, определяющего правовой статус регистрируемых партнерств, личные неимущественные и имущественные права и обязанности партнеров, их защиту, со сроком исполнения в III квартале 2025 года.
Также во ІІ квартале 2026 года предусматривается разработка и принятие законопроекта, направленного на внесение изменений в Кодекс Украины об административных правонарушениях и Уголовный кодекс Украины с целью:
определение административной ответственности за проявления дискриминации;
совершение уголовного правонарушения по мотивам нетерпимости (включая признаки гендерной идентичности и сексуальной ориентации) как отягчающего обстоятельства;
уголовной ответственности за публичные призывы к насилию по мотивам нетерпимости (включая признаки гендерной идентичности и сексуальной ориентации);
Отдельно также разработка законопроекта о внесении изменений в Закон Украины «О безвозмездной правовой помощи» с целью обеспечения оказания безвозмездной вторичной юридической помощи потерпевшим от уголовных правонарушений по мотивам нетерпимости и введения учета таких правонарушений в ЕРДР.

## Общественное отношение к секс-меньшинствам на Украине
25 сентября 2016 европейские ученые в международном исследовании пришли к результатам, что украинцы обладают более высоким уровнем гомофобии, чем албанцы и итальянцы, подтверждая роль культурных различий в гомофобных настроениях. Украинцы показали статистику в пять раз выше итальянской и в три раза выше албанской.
Многостраничный отчёт, совместно подготовленный организациями Equal Rights Trust и правозащитным ЛГБТ-центром «Наш мир», указывает, что представители сексуальных меньшинств на Украине сталкиваются с высоким уровнем социальной стигматизации и вынуждены скрывать свою истинную сексуальную ориентацию и гендерную идентичность от общества. В результате, общее количество представителей ЛГБТ-сообщества на Украине поддаётся только самым грубым оценкам. Предположительно оно составляет от 1,6 % до 6,0 % населения, то есть от 734 тысяч до 2,754 миллиона человек.
По мнению составителей этого отчёта после 25 лет украинской независимости нетерпимость и предубеждённость украинского общества по отношению к ЛГБТ-меньшинствам продолжает доминировать в обществе. Сравнивая данные опросов за 2002 и 2007 годы исследователи обратили внимание, что в обществе снижается количество респондентов, считающих, что ЛГБТ-меньшинства должны быть уравнены в правах с остальными гражданами. На снижение толерантности украинцев с 2004 по 2010 годы обращал также внимание Нидерландский институт социальных исследований (англ. Netherlands Institute for Social Research). Даже в Киеве, который считается одним из самых либеральных городов Украины, не менее 66,5 % опрошенных ответили, что считают гомосексуальность извращением или психическим отклонением. А по данным Киевского института социологии 39 % опрошенных украинцев считают, что ЛГБТ-меньшинства должны быть изолированы от остального общества.
В январе 2023 года, согласно опросу, проведенному Национальным демократическим институтом при поддержке Киевского международного института социологии, 56 % украинцев согласились с тем, что однополые пары должны иметь право регистрировать свои отношения в форме гражданского партнерства, тогда как 24 % не согласились. 44 % поддержали однополые браки, 36 % были против. 30 % поддержали усыновление детей однополыми парами, 48 % были против.
В поддержку прав ЛГБТ выступали, такие украинские знаменитости, как Злата Огневич, Екатерина Осадчая, Макс Барских, Алан Бадоев, Оля Полякова, Джамала, Tayanna, Настя Каменских, Луна, Pianoбой, Сергей Бабкин, Kazka, Ольга Сумская, Ирина Билык, Янина Соколова, Maruv, НеАнгелы, Мишель Андраде, Melovin, Христина Соловий, Владимир Дантес, Иван Дорн и другие.

## Ущемления прав секс-меньшинств на Украине
На Украине общественные предрассудки и порицание украинского социума обостряются из-за плохо работающего законодательства, которое не обеспечивает должного уровня защиты людей от дискриминации на основе их сексуальной ориентации и гендерной идентичности. По данным на 2011 год до 89 % представителей украинского ЛГБТ-сообщества сталкивались с дискриминацией или ущемлением своих прав в том или ином виде как минимум один раз за предыдущие три года. На Украине эта дискриминация имеет место практически во всех областях жизни, однако наиболее заметно она проявляется при приёме на работу, при получении образования, в системах здравоохранения и охраны правопорядка. Кроме этих сфер в дискриминации представителей ЛГБТ-меньшинств были замечены некоторые политические силы и органы государственной власти, причём это особенно сильно выражается за пределами столицы страны.
По заключению международной правозащитной организации Amnesty International во время президентских выборов 2014 года на Украине только один из кандидатов в президенты в своей программе уделил внимание дискриминации граждан по признаку их сексуальной ориентации и гендерной идентичности. Им был Пётр Порошенко, который поддержал жёсткий запрет на все формы дискриминации ЛГБТ-меньшинств во всех сферах деятельности.

#### Во время российского вторжения
Боевые действия создали новые проблемы для украинских LGBTQ+персон. Трансгендерные и интерсексные женщины до сих пор часто отмечаются как имеющие мужской пол. Поэтому им отказывают в выезде из Украины или задерживают на её территории, поскольку по документам, удостоверяющим личность, они подпадают под военное положение и военную мобилизацию мужчин в возрасте от 18 до 60 лет.
В марте 2023 года в Верховную Раду для регистрации был подан законопроект о регистрации гражданских партнёрств как для гомосексуальных, так и для гетеросексуальных пар. Принятие этого закона особенно актуально для тех, кто воюет в рядах ВСУ. В настоящее время дистанционное заявление на вступление в брак могут подать только гетеросексуальные пары, один из партнёров которых воюет в рядах ВСУ. Однако, Семейный Кодекс Украины предусматривает вступление в брак только мужчины и женщины, а в рядах ВСУ воюет большое количество геев, лесбиянок и иных представителей ЛГБТК+. Принятие законопроекта о гражданском партнёрстве направлено, в том числе и на решение проблем этих людей.